# Maranges
Maranges (en catalán y oficialmente, Meranges) es un municipio español de la comarca de la Baja Cerdaña, en la provincia de Gerona, comunidad autónoma de Cataluña, situado al norte de la comarca y en el límite con Francia. Con sus 1.539 metros de altitud es la capital de municipio más alta de Cataluña. Cuenta con una población de 112 habitantes (INE 2024).

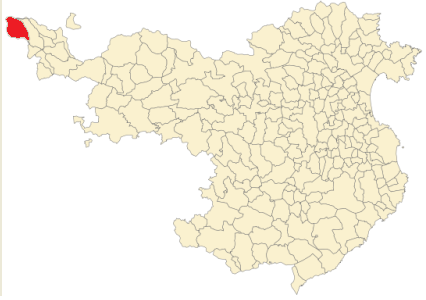
Situación de Maranges en la provincia de Gerona

## Demografía
Maranges cuenta con una población de 112 habitantes (INE 2024).
| Gráfica de evolución demográfica de Maranges entre 1842 y 2021                                                      |
| |
| Población de derecho según los censos de población del INE Población de hecho según los censos de población del INE |

## Economía
Ganadería bovina y explotación forestal. Turismo.

## Lugares de interés
- Iglesia de San Saturnino, de estilo románico.
- Refugi Joaquim Folch i Girona (Refugi dels Engorgs)